# Anjelica Huston
Anjelica Huston (Santa Mónica, California, 8 de julio de 1951) es una actriz, directora y exmodelo estadounidense. Ha recibido múltiples reconocimientos, incluido un Premio Oscar, un Premio Globo de Oro y seis Premios Emmy. En 2010, recibió una estrella en el Paseo de la Fama de Hollywood.
Hija del director John Huston y nieta del actor Walter Huston, debutó a regañadientes en la película Paseo por el amor y la muerte (1969), de su padre. Decidió dedicarse activamente a la actuación a principios de la década de 1980 y, posteriormente, alcanzó gran notoriedad con su actuación como una mafiosa en El honor de los Prizzi (1985), también dirigida por su padre, por la que se convirtió en la tercera generación de su familia en recibir un Premio Oscar.
Entre sus papeles más conocidos se encuentran el protagónico de El honor de los Prizzi, el de una amante en Crímenes y pecados (1989), una esposa desaparecida en Enemigos, una historia de amor (1989), una estafadora en The Grifters (1990), el de Morticia Addams en The Addams Family de 1991 y Addams Family Values de 1993 y el de la Bruja Mayor en The Witches de 1990.
Ha colaborado con el director Wes Anderson en The Royal Tenenbaums (2001), The Life Aquatic with Steve Zissou (2004) y The Darjeeling Limited (2007); y prestó su voz para varias películas animadas, principalmente la franquicia Tinker Bell (2008-2015). Sus otras películas incluyen The Crossing Guard (1995), Por siempre: Cenicienta (1998), Daddy Day Care (2003), Iron Jawed Angels (2004), Choke (2008), 50/50 (2011) y John Wick: Chapter 3 - Parabellum (2019). También ha actuado en las miniseries Family Pictures (1993), Buffalo Girls (1995) y The Mists of Avalon (2001), así como en las series Huff (2006), Medium (2008–2009), Smash (2012-2013) y Transparent (2015– 2016). 
También dirigió las películas Abuso a la inocencia (1996) y Agnes Browne (1999) y ha publicado dos libros de memorias: A Story Lately Told: Coming of Age in Ireland, London, and New York (2013) y Watch Me: A Memoir (2014).

## Biografía
Anjelica Huston nació el 8 de julio de 1951 fruto del matrimonio entre el director John Huston y la bailarina italoestadounidense Enrica Soma. Su infancia transcurrió en escuelas de Inglaterra e Irlanda hasta que sus padres se separaron en 1961.
Heredera de una familia de artistas cinematográficos (su abuelo era Walter Huston), Anjelica probó suerte en el mundo de la interpretación. Obtuvo un pequeño papel en Hamlet (1969), representó el papel de Ofelia de esa misma obra en Broadway en ese mismo año, y se puso bajo las órdenes de su padre en Paseo por el amor y la muerte; pero esos inicios quedaron truncados en parte por el fallecimiento de su madre en un accidente de tráfico y unas críticas devastadoras.
Anjelica se mudó a Nueva York para trabajar como modelo. En dicha ciudad conoció a Jack Nicholson con quien inició una relación sentimental. Poco a poco volvió al cine en pequeños roles en películas como El último magnate (1974) de Elia Kazan, El cartero siempre llama dos veces (1981) y Frances (1982).
En 1985 rodó con su padre y con su novio El honor de los Prizzi, en la que Anjelica encarnó a Maerose Prizzi, una vampiresa intrigante que hacía valer sus armas de mujer, quedándose con el amor de su vida al final de la función. Anjelica gracias a ese papel obtuvo el Óscar a la mejor actriz de reparto. Al subir al escenario para recoger el premio, la actriz señaló lo mucho que había significado el Óscar, considerando que su padre le había dirigido en esa película.
Relanzada su carrera cinematográfica, Anjelica interpretó en 1986 a una maligna Líder Suprema que gobernaba a un mundo terrorífico en el mini-corto para Disney Captain EO junto a Michael Jackson, Dick Shawn y dirigido por Francis Ford Coppola. Dirigido también por este, en 1987 Anjelica protagonizó en Gardens of Stone a Samantha Davis, una mujer madura antimilitarista que mantenía una relación con el sargento Clell Hazard (James Caan), un hombre atormentado por la cantidad de jóvenes que perdieron inútilmente la vida en combate. En ese mismo año protagonizó la última película de su padre, The Dead aclamada por la crítica. John Huston fallecería el 28 de agosto de 1987.
Para rendir homenaje a su memoria, Anjelica y su hermano, Danny Huston, decidieron abordar un proyecto incumplido de John, Mr. North (1988). La intérprete completó el año con el rodaje de Un puñado de polvo, acompañada por Judi Dench.
En 1989 Anjelica obtuvo dos papeles que le valieron la atención de la crítica. El primero perteneció a la película Delitos y faltas (Woody Allen), en el que se puso en la piel de Dolores, una treintañera asesinada por su amante por amenazarle con revelar la aventura a la mujer de aquel. El segundo fue en Enemigos, una historia de amor, por cuyo trabajo fue candidata por segunda vez al Óscar. Ese mismo año la relación con Jack Nicholson llegó a su fin.
Al año siguiente Anjelica llega a la cumbre de su carrera gracias a su interpretación en Los timadores. En ella Anjelica interpretó a Lily, una mujer que se convirtió en madre a los catorce años, y cuyo presente descansa en su trabajo de corredora de apuestas que roba a sus jefes y que mata accidentalmente a su hijo con quien mantenía una relación incestuosa. A partir de entonces se relacionó el rostro de la actriz con las mujeres maduras con un turbulento pasado y que seguían siendo atractivas para los hombres. Anjelica fue candidata por primera vez al Óscar a la mejor actriz. A pesar de perder la estatuilla frente a Kathy Bates, la intérprete quedó recompensada al formar parte del jurado del Festival de Cannes de ese año.
Para deshacerse de su imagen más trágica, Anjelica aceptó roles más desinhibidos, como la Gran Bruja de La maldición de las brujas, la Morticia Adams de The Addams Family, o la Marcia Foxx de Misterioso asesinato en Manhattan que la vincularon durante unos años a la comedia.
En 1995 se reencontró con Jack Nicholson en Cruzando la oscuridad, segunda película como realizador de Sean Penn. En ella los dos actores interpretaron a una pareja divorciada cuya hija había muerto atropellada por un conductor ebrio. La actriz finalizó el año con la filmación de Cuando salí de Cuba, en la que defendió el papel de mujer madura que al llegar a Miami enamora a un policía interpretado por Chazz Palminteri.
En 1996 Anjelica decidió saltar a la dirección con Bastardos de Carolina. A este título se le sumó Agnes Browne (1999), presentada en una edición del Festival de Cine de San Sebastián en la que ella fue galardonada con el Premio Donostia. En su discurso de agradecimiento señaló que estaba muy honrada por recibirlo en el mismo año que lo hacía Vanessa Redgrave y Fernando Fernán Gómez.
En 2000 James Ivory requirió sus servicios para La copa dorada, encomendándole el papel de Agnes, una mujer que colabora en la elaboración de una peligrosa mentira. A este papel le siguió el de matriarca en The Royal Tenenbaums.
En 2003 Anjelica junto a su marido Robert Graham participó activamente en las manifestaciones contra la guerra de Irak.
En 2005 presidió el jurado de Festival de Cine de San Sebastián, del que también formaba parte Verónica Forqué.
En 2008 se quedó viuda al fallecer Robert Graham.

## Filmografía
| Año  | Título                                       | Personaje                     | Observaciones |
| ---- | -------------------------------------------- | ----------------------------- | --- |
| 1967 | Casino Royale                                | Manos del Agente Mimi         | Sin acreditar |
| 1969 | Hamlet                                       | Dama de la corte              | |
| 1969 | Paseo por el amor y la muerte                | Claudia                       | |
| 1969 | Sinful Davey                                 |                               | Sin acreditar |
| 1975 | One Flew Over the Cuckoo's Nest              | Mujer en el muelle            | |
| 1976 | Swashbuckler                                 | Mujer de rostro oscuro        | |
| 1976 | El último magnate                            | Edna                          | |
| 1981 | El cartero siempre llama dos veces           | Madge                         | |
| 1982 | Rose para Emily                              | Srta. Emily Grierson          | |
| 1982 | El libro de cómics para niños                | La Princesa                   | |
| 1982 | Frances                                      | Extra                         | Huston era un enfermo mental meciéndose hacia adelante y hacia atrás en una cama bajo una manta. |
| 1984 | This is Spinal Tap                           | Polly Deutsch                 | Acreditada como Anjelica Huston |
| 1984 | Guerreros del espacio                        | Maida                         | |
| 1985 | El honor de los Prizzi                       | Maerose Prizzi                | - Academy Award por Mejor Actriz de Reparto - Boston Society of Film Critics Award por Mejor Actriz de Reparto - Kansas City Film Critics Circle Award por Mejor Actriz de Reparto - Los Angeles Film Critics Association Award por Mejor Actriz de Reparto - National Board of Review Award por Mejor Actriz de Reparto - National Society of Film Critics Award por Mejor Actriz de Reparto - New York Film Critics Circle Award por Mejor Actriz de Reparto Nominada— BAFTA Award for por *Mejor Actriz por un rol de Reparto - Nominada — Golden Globe Award por Mejor Actriz de Reparto en una Película |
| 1986 | Capitán EO                                   | La Líder Suprema              | |
| 1986 | Good to Go                                   |                               | |
| 1987 | Gardens of Stone                             | Samantha Davis                | |
| 1987 | The Dead                                     | Gretta Conroy                 | Independent Spirit Award por Mejor Actriz Principal |
| 1988 | Mr. North                                    | Persis Bosworth-Tennyson      | |
| 1988 | Lonesome Dove                                | Clara Allen                   | Serie de TV - Nominada — Primetime Emmy Award por Mejor Actriz Principal en una Miniserie o Película - Nominada — Golden Globe Award por Mejor Actriz Principal – Series, Miniseries o Filme de TV |
| 1988 | Un puñado de polvo                           | Mrs. Rattery                  | |
| 1989 | Delitos y faltas                             | Dolores Paley                 | Nominada — BAFTA Award por Mejor Actriz en un Papel Principal |
| 1989 | Enemigos, una historia de amor               | Tamara Broder                 | - Kansas City Film Critics Circle Award por Mejor Actriz de Reparto - National Society of Film Critics Award por Mejor Actriz de Reparto - Nominada — Academy Award por Mejor Actriz de Reparto |
| 1990 | La maldición de las brujas                   | Srta. Eva Ernst/La Gran Bruja | - Boston Society of Film Critics Award por Mejor Actriz - Los Angeles Film Critics Association Award por Mejor Actriz - National Society of Film Critics Award por Mejor Actriz - Nominada — Saturn Award por Mejor Actriz |
| 1990 | Los timadores                                | Lilly Dillon                  | - Boston Society of Film Critics Award por Mejor Actriz - Independent Spirit Award por Mejor Actriz Principal - Los Angeles Film Critics Association Award por Mejor Actriz - National Society of Film Critics Award por Mejor Actriz - Nominada — Academy Award por Mejor Actriz - Nominada — Golden Globe Award por Mejor Actriz en una Película de Drama |
| 1991 | The Addams Family                            | Morticia Addams               | Nominada — Golden Globe Award por Mejor Actriz – en un Musical o Comedia |
| 1993 | Family Pictures                              | Lainey Eberlin                | Nominada — Golden Globe Award por Mejor Actriz – Miniseries o Película de TV |
| 1993 | Misterioso asesinato en Manhattan            | Marcia Fox                    | Nominada — BAFTA Award por Mejor Actriz en un Rol de Reparto |
| 1993 | Addams Family Values                         | Morticia Addams               | - Nominada — Golden Globe Award por Mejor Actriz – en un Musical o Comedia - Nominada — Saturn Award por Mejor Actriz |
| 1993 | En el filo de la duda                        | Dr. Betsy Reisz               | |
| 1995 | Cuando salí de Cuba                          | Carmela Pérez                 | |
| 1995 | Chicas de Buffalo                            | Calamity Jane                 | Film de TV - Nominada — Primetime Emmy Award por Mejor Actriz Principal en una Miniserie o Película - Nominada — Screen Actors Guild Award por Mejor Actriz Principal en una Miniserie o Película de TV |
| 1995 | Cruzando la oscuridad                        | Mary                          | - Nominada — Golden Globe Award por Mejor Actriz de Reparto en una Película - Nominada— Screen Actors Guild Award por Mejor Actriz en un rol de Reparto |
| 1998 | Phoenix                                      | Leila                         | |
| 1998 | Ever After: A Cinderella Story               | Baronesa Rodmilla de Ghent    | - Blockbuster Entertainment Award por Actriz Favorita de Reparto – Drama/Romance - Nominada — Saturn Award por Mejor Actriz de Reparto |
| 1998 | Buffalo '66                                  | Madre de Billy Brown          | |
| 1999 | Agnes Browne                                 | Agnes Browne                  | También dirige |
| 1999 | La Copa Dorada                               | Fanny Assingham               | |
| 2001 | The Royal Tenenbaums                         | Etheline Tenenbaum            | - Nominada — Phoenix Film Critics Society Award por Mejor Elenco - Nominada — Satellite Award por Mejor Actriz de Reparto en un Musical o Comedia |
| 2001 | The Mists of Avalon                          | Viviane, Dama de Lake         | - Nominada — Primetime Emmy Award Mejor Actriz Principal en una Miniserie o Película - Nominada — Screen Actors Guild Award Mejor Actriz Principal en una Miniserie o Película |
| 2002 | Deuda de sangre                              | Dr. Bonnie Fox                | |
| 2002 | Barbie Rapunzel                              | Madame Gothel                 | Voz |
| 2003 | Daddy Day Care                               | Sra. Harridan                 | |
| 2003 | Kaena: The Prophecy                          | Reina de las Selenites        | Voz |
| 2004 | Steve Zissou                                 | Eleanor Zissou                | Nominada — Broadcast Film Critics Association Award por Mejor Elenco |
| 2004 | Iron Jawed Angels                            | Carrie Chapman Catt           | - Golden Globe Award Mejor Actriz de Reparto en una Miniserie o Película - Satellite Award Mejor Actriz de Reparto en una Miniserie o Película Nominada — Primetime Emmy *Award por Mejor Actriz de Reparto en una Miniseries o Película |
| 2006 | Art School Confidential                      | Profesora de Historia de Arte | |
| 2006 | Covert One: The Hades Factor                 | Presidenta Castilla           | |
| 2006 | Material Girls                               | Fabiella                      | |
| 2006 | These Foolish Things                         | Lottie Osgood                 | |
| 2006 | Huff                                         | Dr. Lena Markova              | |
| 2007 | Seraphim Falls                               | Madame Louise Fair/Lucifer    | |
| 2007 | Viaje a Darjeeling                           | Patricia Whitman              | |
| 2007 | Martian Child                                | Mimi                          | |
| 2008 | Medium                                       | Cynthia Keener                | 7 episodios Nominada — Primetime Emmy Award Mejor Actriz Invitada en una serie de drama |
| 2008 | Choke                                        | Ida Mancini                   | Nominada — Satellite Award por Mejor Actriz de Reparto en una Película |
| 2008 | Tinker Bell                                  | Reina Clarion                 | Voz |
| 2008 | El espíritu del bosque                       | Sra. D'Abondo                 | Voz |
| 2009 | Tinker Bell and the Lost Treasure            | Reina Clarion                 | Voz |
| 2010 | When in Rome                                 | Celeste                       | |
| 2011 | 50/50                                        | Diane                         | Independent Spirit Awards por Mejor Actriz |
| 2011 | Horrid Henry: La película                    | Miss Battle-Axe               | |
| 2011 | El gran año                                  | Annie Auklet                  | |
| 2011 | Pixie Hollow Games                           | Reina Clarion                 | Solo voz en inglés |
| 2012 | Smash                                        | Eileen                        | Serie |
| 2012 | Tinker Bell: Secret of the Wings             | Reina Clarion                 | Voz |
| 2014 | Tinker Bell: The Pirate Fairy                | Reina Clarion                 | Voz |
| 2015 | Tinker Bell and the Legend of the NeverBeast | Reina Clarion                 | Voz |
| 2016 | The Master Cleanse                           | Lily                          | |
| 2017 | Thirst Street                                | Narradora                     | Voz |
| 2017 | 'Trouble                                     | Maggie                        | También productora ejecutiva |
| 2017 | The Watcher in the Woods                     | Mrs. Alywood                  | |
| 2019 | John Wick: Chapter 3 - Parabellum            | La Directora                  | |
| 2019 | Arctic Dogs                                  | Maureen                       | Voz |
| 2021 | The French Dispatch                          | Narradora                     | |
| 2025 | Ballerina                                    | La Directora                  | |

## Premios y distinciones
Premios Óscar
| Año  | Categoría               | Película                       | Resultado |
| ---- | ----------------------- | ------------------------------ | --------- |
| 1986 | Mejor actriz de reparto | El honor de los Prizzi         | Ganadora  |
| 1990 | Mejor actriz de reparto | Enemigos, una historia de amor | Nominada  |
| 1991 | Mejor actriz            | Los timadores                  | Nominada  |

Globos de Oro
| Año  | Categoría                                               | Película               | Resultado |
| ---- | ------------------------------------------------------- | ---------------------- | --------- |
| 1985 | Mejor actriz de reparto                                 | El honor de los Prizzi | Nominada  |
| 1990 | Mejor actriz de reparto de serie, miniserie o telefilme | Lonesome Dove          | Nominada  |
| 1991 | Mejor actriz - Drama                                    | Los timadores          | Nominada  |
| 1992 | Mejor actriz - Comedia o musical                        | The Addams Family      | Nominada  |
| 1994 | Mejor actriz - Comedia o musical                        | Addams Family Values   | Nominada  |
| 1994 | Mejor actriz miniserie o telefilme                      | Family Pictures        | Nominada  |
| 1996 | Mejor actriz de reparto                                 | Cruzando la oscuridad  | Nominada  |
| 2005 | Mejor actriz de reparto de serie, miniserie o telefilme | Iron Jawed Angels      | Ganadora  |

Premios BAFTA
| Año  | Categoría               | Película                | Resultado |
| ---- | ----------------------- | ----------------------- | --------- |
| 1985 | Mejor actriz de reparto | El honor de los Prizzi  | Nominada  |
| 1990 | Mejor actriz de reparto | Crimes and Misdemeanors | Nominada  |

Premios del Sindicato de Actores
| Año  | Categoría               | Película           | Resultado |
| ---- | ----------------------- | ------------------ | --------- |
| 1995 | Mejor actriz de reparto | The Crossing Guard | Nominada  |

Satellite Awards
| Año  | Categoría               | Película | Resultado |
| ---- | ----------------------- | -------- | --------- |
| 2008 | Mejor Actriz de reparto | Choke    | Nominada  |

Festival Internacional de Cine de San Sebastián
| Año  | Categoría       | Resultado |
| ---- | --------------- | --------- |
| 1999 | Premio Donostia | Ganadora  |